# Narząd wydalniczy
Narząd wydalniczy – narząd, zwykle parzysty, wyspecjalizowany w funkcjach związanych z wydalaniem metabolitów i wody na zewnątrz organizmu. Nie występuje u organizmów jednokomórkowych i u niższych, dwuwarstwowych (Diblastica) bezkręgowców, u których wydalanie przebiega całą powierzchnią ciała. U zwierząt trójwarstwowych wydalanie odbywa się przy pomocy wyspecjalizowanych komórek (wędrujące albo magazynujące nefrocyty) i narządów wydalniczych o różnym stopniu skomplikowania. 
Przykładowe narządy wydalnicze:
- nefrydium
  - protonefrydium
  - metanefrydium
- gruczoł czułkowy
- narząd Bojanusa
- gruczoł biodrowy
- cewka Malpighiego
- wargowy narząd wydalniczy
- nerka

U zwierząt dwubocznie symetrycznych wykształciły się dwa zasadnicze typy narządów wydalniczych: filtrujące oraz wydalające (sekrecyjne). Do pierwszego typu należą narządy typu protonefrydialnego i metanefrydialnego, a do drugiego np. cewki Malpighiego.  
Zwierzęta o wyżej zorganizowanej budowie ciała wykształciły układ wydalniczy.